# Deori (Shahdol)
Deori è una suddivisione dell'India, classificata come census town, di 5.761 abitanti, situata nel distretto di Shahdol, nello stato federato del Madhya Pradesh. In base al numero di abitanti la città rientra nella classe V (da 5.000 a 9.999 persone).

## Geografia fisica
La città è situata a 23° 11' 22 N e 81° 36' 41 E.

## Società

### Evoluzione demografica
Al censimento del 2001 la popolazione di Deori assommava a 5.761 persone, delle quali 3.052 maschi e 2.709 femmine. I bambini di età inferiore o uguale ai sei anni assommavano a 801, dei quali 411 maschi e 390 femmine. Infine, coloro che erano in grado di saper almeno leggere e scrivere erano 3.905, dei quali 2.356 maschi e 1.549 femmine.